# بينالوا دي لاس فياس
بلدية بينالوا دي لاس فياس (بالإسبانية: Benalúa de las Villas) هي بلدية تقع في مقاطعة غرناطة التابعة لمنطقة أندلوسيا جنوب إسبانيا.

## الديموغرافيا
بلغ عدد سكان بلدية بينالوا دي لاس فياس 1.381 نسمة عام 2011 (وفقاً للمعهد الوطني الإسباني للإحصاء).
| 1.394 | 1.473 | 1.399 | 1.391 | 1.352 | 1.434 | 1.381 |